# Lijst van gevarenklassen in GHS
Dit is de lijst van gevarenklassen volgens GHS die in de Europese Unie gehanteerd wordt.

## Inleiding
Gevaarlijke stoffen of mengsels moeten volgens GHS ingedeeld worden in één of meerdere gevarencategorieën van één of meerdere gevarenklassen. Op basis van de indeling schrijft het GHS dan de etikettering voor: welk pictogram, signaalwoord en bijhorende gevarenaanduidingen (H-zinnen) en voorzorgsmaatregelen (P-zinnen) op het etiket moeten vermeld worden.
De bepaling van de indeling en etikettering van een stof is in principe de verantwoordelijkheid van de bedrijven. Ze moet aan het Europees Agentschap voor Chemische Stoffen worden gezonden, dat een inventaris van de indelingen en etiketteringen bijhoudt; deze inventaris is openbaar.
Voor bepaalde stoffen zal een geharmoniseerde indeling voor de ganse EU worden bepaald: dit zijn in de eerste plaats de zogenaamde CMR-stoffen (kankerverwekkende, mutagene en/of voortplantingstoxische) en de stoffen die behoren tot de categorie "sensibilisatie van de luchtwegen, cat. 1". Ook de actieve stoffen die in pesticiden of biociden gebruikt worden krijgen een geharmoniseerde indeling. Voor andere stoffen kan een geharmoniseerde indeling bepaald worden als dat nodig zou blijken. De geharmoniseerde indelingen worden opgenomen in bijlage 6, deel 3 van de verordening. Bij de inwerkingtreding van de verordening - op 20 januari 2009 - bestaat deze bijlage uit de lijst van (een paar duizend) gevaarlijke stoffen die opgenomen waren in bijlage I van de Richtlijn 67/548/EEG betreffende de indeling, etikettering en verpakking van gevaarlijke stoffen (deze bijlage is meteen ook opgeheven want volledig overgenomen in de GHS-verordening).

## Lijst van de indelingen

### Naar fysische gevaren
| Klasse                                                                          | Onderverdeling (categorieën)   | Pictogram | Signaalwoord | Opmerkingen |
| ------------------------------------------------------------------------------- | ------------------------------ | --------- | ------------ | --- |
| 1. Ontplofbare stoffen                                                          | instabiele ontplofbare stoffen |           | Gevaar       | |
|                                                                                 | subklasse 1.1                  |           | Gevaar       | stoffen, mengsels en voorwerpen met gevaar voor massa-explosie |
|                                                                                 | subklasse 1.2                  |           | Gevaar       | stoffen, mengsels en voorwerpen met gevaar voor scherfwerking, maar zonder gevaar voor massa-explosie                                                                                                  |
|                                                                                 | subklasse 1.3                  |           | Gevaar       | stoffen, mengsels en voorwerpen met gevaar voor brand en hetzij een gering gevaar voor luchtdrukwerking, hetzij een gering gevaar voor scherfwerking, of beide, maar zonder gevaar voor massa-explosie |
|                                                                                 | subklasse 1.4                  |           | Waarschuwing | stoffen, mengsels en voorwerpen die geen groot gevaar opleveren |
|                                                                                 | subklasse 1.5                  | (geen)    | Gevaar       | zeer weinig gevoelige stoffen of mengsels met gevaar voor massa-explosie |
|                                                                                 | subklasse 1.6                  | (geen)    | (geen)       | extreem weinig gevoelige voorwerpen zonder gevaar voor massa-explosie |
| 2. Ontvlambare gassen                                                           | Categorie 1                    |           | Gevaar       | zeer licht ontvlambaar |
|                                                                                 | Categorie 2                    | (geen)    | Waarschuwing | licht ontvlambaar |
| 3. Ontvlambare aerosolen                                                        | Categorie 1                    |           | Gevaar       | zeer licht ontvlambaar |
|                                                                                 | Categorie 2                    | (geen)    | Waarschuwing | licht ontvlambaar |
| 4. Oxiderende gassen                                                            | Categorie 1                    |           | Gevaar       | kan brand veroorzaken of bevorderen; oxiderend |
| 5. Gassen onder druk                                                            | Geen onderverdeling            |           | Waarschuwing | samengeperst, vloeibaar gemaakt, opgelost of sterk gekoeld vloeibaar gemaakt |
| 6. Ontvlambare vloeistoffen                                                     | Categorie 1                    |           | Gevaar       | vlampunt < 23°C en beginkookpunt <= 35°C |
|                                                                                 | Categorie 2                    |           | Gevaar       | vlampunt < 23°C en beginkookpunt > 35°C |
|                                                                                 | Categorie 3                    |           | Waarschuwing | vlampunt >= 23°C en <= 60°C deze categorie omvat ook gasolie, diesel en lichte stookolie met een vlampuntbereik tussen 55 en 75°C                                                                      |
| 7. Ontvlambare vaste stoffen                                                    | Categorie 1                    |           | Gevaar       | het onderscheid tussen categorie 1 en 2 ligt in de resultaten van de verbrandingssnelheidstest. Het pictogram, de H- en P-zinnen zijn gelijk voor beide categorieën.                                   |
|                                                                                 | Categorie 2                    |           | Waarschuwing | |
| 8. Zelfontledende stoffen en mengsels                                           | Type A                         |           | Gevaar       | Gevaar op ontploffing bij verwarming |
|                                                                                 | Type B                         |           | Gevaar       | Brand- of ontploffingsgevaar bij verwarming |
|                                                                                 | Typen C en D                   |           | Gevaar       | Brandgevaar bij verwarming |
|                                                                                 | Typen E en F                   |           | Waarschuwing | idem |
|                                                                                 | Type G                         | (geen)    | (geen)       | |
| 9. Pyrofore vloeistoffen                                                        | Categorie 1                    |           | Gevaar       | ontbrandt bij blootstelling aan de lucht binnen vijf minuten |
| 10. Pyrofore vaste stoffen                                                      | Categorie 1                    |           | Gevaar       | ontbrandt bij blootstelling aan de lucht binnen vijf minuten |
| 11. Voor zelfverhitting vatbare stoffen en mengsels                             | Categorie 1                    |           | Gevaar       | kunnen bij blootstelling aan lucht zonder toevoer van energie voor zelfverhitting zorgen; ontbranden slechts na lange tijdsduur (uren of minuten))                                                     |
|                                                                                 | Categorie 2                    |           | Waarschuwing | idem; slechts in grote hoeveelheden voor zelfverhitting vatbaar |
| 12. Stoffen en mengsels die in contact met water ontvlambare gassen ontwikkelen | Categorie 1                    |           | Gevaar       | heftige reactie; spontane ontbranding mogelijk; of grote gasontwikkeling |
|                                                                                 | Categorie 2                    |           | Gevaar       | gemakkelijke reactie |
|                                                                                 | Categorie 3                    |           | Waarschuwing | langzame reactie |
| 13. Oxiderende vloeistoffen                                                     | Categorie 1                    |           | Gevaar       | kan brand of ontploffing veroorzaken; sterk oxiderend |
|                                                                                 | Categorie 2                    |           | Gevaar       | kan brand bevorderen; oxiderend |
|                                                                                 | Categorie 3                    |           | Waarschuwing | idem, maar minder gevaarlijk |
| 14. Oxiderende vaste stoffen                                                    | Categorie 1                    |           | Gevaar       | kan brand of ontploffing veroorzaken; sterk oxiderend |
|                                                                                 | Categorie 2                    |           | Gevaar       | kan brand bevorderen; oxiderend |
|                                                                                 | Categorie 3                    |           | Waarschuwing | idem, maar minder gevaarlijk |
| 15. Organische peroxiden                                                        | Type A                         |           | Gevaar       | Gevaar op ontploffing bij verwarming |
|                                                                                 | Type B                         |           | Gevaar       | Brand- of ontploffingsgevaar bij verwarming |
|                                                                                 | Typen C en D                   |           | Gevaar       | Brandgevaar bij verwarming |
|                                                                                 | Typen E en F                   |           | Waarschuwing | idem |
|                                                                                 | Type G                         | (geen)    | (geen)       | |
| 16. Bijtend voor metalen                                                        | Categorie 1                    |           | Waarschuwing | corrosieve stoffen |

### Naar gezondheidsgevaren
| Klasse                                                         | Onderverdeling (categorieën)                           | Pictogram | Signaalwoord | Opmerkingen |
| -------------------------------------------------------------- | ------------------------------------------------------ | --------- | ------------ | --- |
| 1. Acute toxiciteit                                            | Categorie 1                                            |           | Gevaar       | Dodelijk bij inslikken/bij contact met de huid/bij inademing |
|                                                                | Categorie 2                                            |           | Gevaar       | idem, maar minder toxisch |
|                                                                | Categorie 3                                            |           | Gevaar       | giftig |
|                                                                | Categorie 4                                            |           | Waarschuwing | schadelijk |
| 2. Huidcorrosie en huidirritatie                               | Categorie 1A, 1B, 1C                                   |           | Gevaar       | bijtend voor de huid |
|                                                                | Categorie 2                                            |           | Waarschuwing | irriterend voor de huid |
| 3. Ernstig oogletsel/oogirritatie                              | Categorie 1                                            |           | Gevaar       | ernstig oogletsel (onomkeerbaar) |
|                                                                | Categorie 2                                            |           | Waarschuwing | ernstige oogirritatie (omkeerbaar) |
| 4. Sensibilisatie van de luchtwegen of van de huid             | Inhallatieallergeen Categorie 1                        |           | Gevaar       | |
|                                                                | Huidallergeen Categorie 1                              |           | Waarschuwing | |
| 5. Mutageniteit in geslachtscellen                             | Categorie 1A of 1B                                     |           | Gevaar       | stoffen waarvan bekend is of waarvan verondersteld wordt dat ze erfelijke mutaties veroorzaken. Onderverdeeld in categorie 1A (gegevens bij mensen bekend) en 1B (gegevens vooral van dierproeven)                             |
|                                                                | Categorie 2                                            |           | Waarschuwing | stoffen die ervan verdacht worden mutageen te zijn |
| 6. Kankerverwekkendheid                                        | Categorie 1A of 1B                                     |           | Gevaar       | stoffen waarvan bekend is of waarvan verondersteld wordt dat ze kanker veroorzaken. Onderverdeeld in categorie 1A (gegevens bij mensen bekend) en 1B (gegevens vooral van dierproeven)                                         |
|                                                                | Categorie 2                                            |           | Waarschuwing | stoffen die ervan verdacht worden kankerverwekkend te zijn |
| 7. Voortplantingstoxiciteit                                    | Categorie 1A of 1B                                     |           | Gevaar       | stoffen waarvan bekend is of waarvan verondersteld wordt dat ze effecten hebben op de vruchtbaarheid of het ongeboren kind. Onderverdeeld in categorie 1A (gegevens bij mensen bekend) en 1B (gegevens vooral van dierproeven) |
|                                                                | Categorie 2                                            |           | Waarschuwing | stoffen die ervan verdacht worden effecten te hebben op de vruchtbaarheid of het ongeboren kind |
|                                                                | Aanvullende categorie voor effecten op of via lactatie | (geen)    | (geen)       | Kan schadelijk zijn via de borstvoeding |
| 8. Specifieke doelorgaantoxiciteit bij eenmalige blootstelling | Categorie 1                                            |           | Gevaar       | betrouwbare gegevens bekend bij mensen of dieren |
|                                                                | Categorie 2                                            |           | Waarschuwing | op basis van dierproefgegevens verondersteld schadelijk voor de mens |
|                                                                | Categorie 3                                            |           | Waarschuwing | tijdelijke effecten m.n. narcotische werking en irritatie van de luchtwegen |
| 9. Specifieke doelorgaantoxiciteit bij herhaalde blootstelling | Categorie 1                                            |           | Gevaarlijk   | betrouwbare gegevens bekend bij mensen of verondersteld op basis van dierproefgegevens |
|                                                                | Categorie 2                                            |           | Waarschuwing | op basis van dierproefgegevens verondersteld schadelijk voor de mens |
| 10. Aspiratiegevaar                                            | Categorie 1                                            |           | Gevaar       | kan dodelijk zijn als het bij inslikken in de luchtwegen terechtkomt |

### Milieugevaren
| Klasse                              | Onderverdeling (categorieën)       | Pictogram | Signaalwoord | Opmerkingen                                               |
| ----------------------------------- | ---------------------------------- | --------- | ------------ | --------------------------------------------------------- |
| 1. Gevaar voor het aquatisch milieu | Acute toxiciteit, Categorie 1      |           | Waarschuwing | zeer giftig voor waterorganismen                          |
|                                     | Chronische toxiciteit, Categorie 1 |           | Waarschuwing | zeer giftig voor waterorganismen, met langdurige gevolgen |
|                                     | Chronische toxiciteit, Categorie 2 |           | (geen)       | giftig                                                    |
|                                     | Chronische toxiciteit, Categorie 3 | (geen)    | (geen)       | schadelijk                                                |
|                                     | Chronische toxiciteit, Categorie 4 | (geen)    | (geen)       | kan op lange termijn effecten hebben op waterorganismen   |

### Aanvullende gevarenklasse van de EU
| Klasse                     | Onderverdeling (categorieën) | Pictogram | Signaalwoord | Opmerkingen |
| -------------------------- | ---------------------------- | --------- | ------------ | --- |
| 1. Gevaar voor de ozonlaag | geen                         | (geen)    | Gevaar       | dit zijn de stoffen die zijn opgenomen in bijlage I bij Verordening (EG) nr. 2037/2000 van het Europees Parlement en de Raad van 29 juni 2000 betreffende de ozonlaag afbrekende stoffen, en de wijzigingen daarvan. |

## Referentie
- Verordening (EG) Nr. 1272/2008 van 16 december 2008.